# Craterul Carswell
Carswell este un crater de impact meteoritic situat în nordul Saskatchewan, Canada.

## Date generale
Acesta măsoară 39 km în diametru, iar vârsta sa este estimată la 115 ± 10 milioane ani (Cretacicul inferior). Craterul este expus la suprafață.